# قصر ارواح
قصر ارواح (انگلیسی: The Haunted Palace) یک فیلم ترسناک آمریکایی به کارگردانی راجر کورمن است که در سال ۱۹۶۳ منتشر شد. از بازیگران آن می‌توان به وینسنت پرایس، لان چینی جونیور و دبرا پاجت اشاره کرد.